# Santa Maria Avvocata dei Peccatori (Nápoly)
A Santa Maria Avvocata dei Peccatori templom Nápolyban.

## Története
A templomot 1626-ban alapították a szomszédos kapucinus kolostorral egyidőben. A 18. században teljesen felújították és átépítették, mivel a rossz állapota miatt szinte összeomlott. A templom homlokzata barokk stílusú, ión lizénákkal tagolva. A portált lávakőből faragták, kerete gazdagon stukkózott. A bejárat fölött egy kis ablak található, amely a portálhoz hasonlóan készült. A főhomlokzatot íves timpanon zárja le. A templom belsőjének díszítéseit az évek során ellopták.